# Pomnik Helmuta von Moltkego we Wrocławiu
Pomnik Helmutha von Moltkego (niem. Moltkedenkmal) – pomnik generała i feldmarszałka pruskiego Helmuta Karla Bernharda von Moltkego, który znajdował się na Kaiser-Wilhelm-Straße (obecnie ulica Powstańców Śląskich) we Wrocławiu. Po 1945 posąg został przetopiony, a z cokołu wykonano Pomnik Zwycięstwa Żołnierza Polskiego.

## Historia
Pomnik został odsłonięty 26 października 1899 r. W latach 30. XX wieku, w związku z budową nowej linii tramwajowej, pomnik przeniesiono na Hardenbergstraße (obecnie ul. Bernarda Pretficza). Po 1945 r. posąg został przetopiony, ale cokół pozostawiono i wykonano z niego nowy Pomnik Zwycięstwa Żołnierza Polskiego, znajdujący się w miejscu dawnego pomnika Moltkego.

## Projekt i wymowa
Posąg z brązu przedstawiał Moltkego w generalskim mundurze, na cokole kamiennym widniał napis „MOLTKE” oraz lata urodzenia i śmierci.